# チャールズ今井
チャールズ今井（ちゃーるずいまい、1972年1月14日 - ）は、日本の元男性プロレスラー。北海道苫小牧市出身。本名は今井 輝雄（いまい てるお）。

## 来歴
2001年に東海プロレスへ入団。練習生として経験を積んだ後、レフリーを務めつつ選手としてデビュー。
2007年に長野県への転勤を機に東海プロレスを退団して信州プロレスの旗揚げ2戦目から参戦。デビューまでの練習過程に規定のある信州プロレスにおいて、元プロ選手のため特例とし、入団後即デビューを果たす。また、元プロという経歴を活かし、団体内にて一時期にコーチ的なポジションに就いていた。
信州プロレスでは「チャールズ今井」の他「無職透明」、「リトル戸倉」、「イマイテルオ」など覆面レスラーとしても活躍。
2008年の「信州プロレス定期戦1弾」でアブドーラ小林と対戦し、小林のバカチンガー・エルボーでピンフォールを奪われた。
2010年に行われた「32時間プロレス」においてグレート☆無茶とタッグを組み、大仁田厚、佐野直組と対戦し、敗れた。
2011年、ミルキィと「チーム・ヲタック」を結成し、SWF世界ヘビー級タッグの初代王者に輝いた。10月には「無茶フェスin栄村2011」で矢口壹琅とタッグを組み、大仁田厚、グレート☆無茶と対戦。矢口が無茶にピンフォールを奪われ、敗れた。
2013年8月の「ビアガーデンプロレス」では、「イマイテルオ試練の四番勝負」を施行し、富豪富豪夢路、ペドロ高石、シマ重野と対戦し、3連勝したが、4戦目のワンマン・クルー（新潟プロレス所属）に敗れ、4連勝はならなかった。その翌日には謎のマスクマンイマイテルオとして戸井克成と対戦し、さらにその次の日には青柳政司と対戦。9月には「無茶フェス2013 in 松本」で富豪富豪夢路、ザ・グレート・カブキとタッグマッチで対戦。10月の「無茶フェス2013 in 栄村」では天龍源一郎、戸井克成と対戦した。
2014年からは定期戦のみに登場し、「イマイミステルオJr.」として試合を行っていたが、7月上旬に脳梗塞を患い、入院。地元である苫小牧市で治療を受けたいという本人の希望を団体が受け入れ、8月17日をもって引退。現在は試合を行える状態ではなく、同日は引退試合は行われず、セレモニーのみ行われた。

## 得意技
- クロスフェイス・オブ・にゃ〜
- 浦カン☆ラナ

## エピソード
- 女子プロレスラー加藤悠とは公私で仲が良く、彼女のイベントにも頻繁に来場している。
- 元プロのわりに体が貧層であり、そのことをグレート☆無茶によくいじられる。